# Anaplectoidea modesta
Anaplectoidea modesta är en kackerlacksart som beskrevs av Robert Walter Campbell Shelford 1909. Anaplectoidea modesta ingår i släktet Anaplectoidea och familjen småkackerlackor.
Artens utbredningsområde är Sri Lanka. Inga underarter finns listade i Catalogue of Life.